# Liste der Gemeinden im Landkreis Kulmbach

Karte des Landkreises Kulmbach

Die Liste der Gemeinden im Landkreis Kulmbach gibt einen Überblick über die Verwaltungseinheiten des Landkreises. Es gibt 22 politische Gemeinden, von denen 9 eine eigene Verwaltung haben, und 5 Verwaltungsgemeinschaften.

## Legende
- Verwaltungseinheit: Name der Gemeinde und Angabe der Gemeindeart: Gemeinde (–), Markt (M), Stadt (St), Große Kreisstadt (GKSt) oder Name der Verwaltungsgemeinschaft (VG). Einheitsgemeinden wie auch Verwaltungsgemeinschaften sind fett gedruckt
- Wappen: Wappen der Gemeinde
- GT: Gemeindeteile der Gemeinde. Der Wiki-Link ist mit der Gemeindegliederung der jeweiligen Gemeinde verknüpft.
- VG: Zeigt ggf. an, ob eine Gemeinde zu einer Verwaltungsgemeinschaft gehört
- Karte: Zeigt die Lage der Gemeinde im Landkreis
- Fläche: Fläche der Stadt beziehungsweise Gemeinde, angegeben in Quadratkilometer
- Einwohner: Zahl der Menschen, die in der Gemeinde beziehungsweise Stadt leben (Stand: 31. Dezember 2023[1])
- EW-Dichte: Angegeben ist die Einwohnerdichte, gerechnet auf die Fläche der Verwaltungseinheit, angegeben in Einwohner pro km2 (Stand: 31. Dezember 2023[2])
- Statistik: Link zur kommunalen Statistik des Bayerischen Landesamts für Statistik
- Website: Website der Gemeinde bzw. der Verwaltungsgemeinschaft

## Gemeinden
| Verwaltungseinheit | Wappen                              | GT | VG            | Karte                                                                | Fläche in km²  | Einwohner      | Einwohner je km² | Statistik | Website |
| ------------------ | ----------------------------------- | -- | ------------- | -------------------------------------------------------------------- | -------------- | -------------- | ---------------- | --------- | ------- |
| Landkreis Kulmbach | Wappen des Landkreises Kulmbach     |    |               | Der Landkreis Kulmbach                                               | 658,34         | 71956          | 109              | [ 3 ]     | [ 4 ]   |
| Kasendorf, VG      |                                     |    | Kasendorf     | Lage der Verwaltungsgemeinschaft Kasendorf im Landkreis Kulmbach     | 75,80 (11.5 %) | 3659 (5.1 %)   | 48               |           |         |
| Marktleugast, VG   |                                     |    | Marktleugast  | Lage der Verwaltungsgemeinschaft Marktleugast im Landkreis Kulmbach  | 54,70 (8.3 %)  | 3929 (5.5 %)   | 72               |           |         |
| Stadtsteinach, VG  |                                     |    | Stadtsteinach | Lage der Verwaltungsgemeinschaft Stadtsteinach im Landkreis Kulmbach | 57,11 (8.7 %)  | 4146 (5.8 %)   | 73               |           |         |
| Trebgast, VG       |                                     |    | Trebgast      | Lage der Verwaltungsgemeinschaft Trebgast im Landkreis Kulmbach      | 47,96 (7.3 %)  | 4019 (5.6 %)   | 84               |           | [ 5 ]   |
| Untersteinach, VG  |                                     |    | Untersteinach | Lage der Verwaltungsgemeinschaft Untersteinach im Landkreis Kulmbach | 36,29 (5.5 %)  | 4326 (6 %)     | 119              |           | [ 6 ]   |
| Grafengehaig, M    | Wappen der Gemeinde Grafengehaig    | 28 | Marktleugast  | Lage der Gemeinde Grafengehaig im Landkreis Kulmbach                 | 20,81 (3.2 %)  | 839 (1.2 %)    | 40               | [ 7 ]     | [ 8 ]   |
| Guttenberg         | Wappen der Gemeinde Guttenberg      | 14 | Untersteinach | Lage der Gemeinde Guttenberg im Landkreis Kulmbach                   | 10,65 (1.6 %)  | 467 (0.6 %)    | 44               | [ 9 ]     | [ 10 ]  |
| Harsdorf           | Wappen der Gemeinde Harsdorf        | 15 | Trebgast      | Lage der Gemeinde Harsdorf im Landkreis Kulmbach                     | 11,25 (1.7 %)  | 955 (1.3 %)    | 85               | [ 11 ]    | [ 12 ]  |
| Himmelkron         | Wappen der Gemeinde Himmelkron      | 14 |               | Lage der Gemeinde Himmelkron im Landkreis Kulmbach                   | 23,05 (3.5 %)  | 3445 (4.8 %)   | 149              | [ 13 ]    | [ 14 ]  |
| Kasendorf, M       | Wappen der Gemeinde Kasendorf       | 16 | Kasendorf     | Lage der Gemeinde Kasendorf im Landkreis Kulmbach                    | 39,01 (5.9 %)  | 2469 (3.4 %)   | 63               | [ 15 ]    | [ 16 ]  |
| Ködnitz            | Wappen der Gemeinde Ködnitz         | 21 | Trebgast      | Lage der Gemeinde Ködnitz im Landkreis Kulmbach                      | 19,62 (3 %)    | 1503 (2.1 %)   | 77               | [ 17 ]    | [ 18 ]  |
| Kulmbach, GKSt     | Wappen der Gemeinde Kulmbach        | 76 |               | Lage der Gemeinde Kulmbach im Landkreis Kulmbach                     | 92,79 (14.1 %) | 26052 (36.2 %) | 281              | [ 19 ]    | [ 20 ]  |
| Kupferberg, St     | Wappen der Gemeinde Kupferberg      | 5  | Untersteinach | Lage der Gemeinde Kupferberg im Landkreis Kulmbach                   | 8,28 (1.3 %)   | 1070 (1.5 %)   | 129              | [ 21 ]    | [ 22 ]  |
| Ludwigschorgast, M | Wappen der Gemeinde Ludwigschorgast | 4  | Untersteinach | Lage der Gemeinde Ludwigschorgast im Landkreis Kulmbach              | 5,94 (0.9 %)   | 1000 (1.4 %)   | 168              | [ 23 ]    | [ 24 ]  |
| Mainleus, M        | Wappen der Gemeinde Mainleus        | 40 |               | Lage der Gemeinde Mainleus im Landkreis Kulmbach                     | 49,42 (7.5 %)  | 6545 (9.1 %)   | 132              | [ 25 ]    | [ 26 ]  |
| Marktleugast, M    | Wappen der Gemeinde Marktleugast    | 23 | Marktleugast  | Lage der Gemeinde Marktleugast im Landkreis Kulmbach                 | 33,89 (5.1 %)  | 3090 (4.3 %)   | 91               | [ 27 ]    | [ 28 ]  |
| Marktschorgast, M  | Wappen der Gemeinde Marktschorgast  | 9  |               | Lage der Gemeinde Marktschorgast im Landkreis Kulmbach               | 15,82 (2.4 %)  | 1399 (1.9 %)   | 88               | [ 29 ]    | [ 30 ]  |
| Neudrossenfeld     | Wappen der Gemeinde Neudrossenfeld  | 48 |               | Lage der Gemeinde Neudrossenfeld im Landkreis Kulmbach               | 50,23 (7.6 %)  | 3746 (5.2 %)   | 75               | [ 31 ]    | [ 32 ]  |
| Neuenmarkt         | Wappen der Gemeinde Neuenmarkt      | 11 |               | Lage der Gemeinde Neuenmarkt im Landkreis Kulmbach                   | 18,94 (2.9 %)  | 2971 (4.1 %)   | 157              | [ 33 ]    | [ 34 ]  |
| Presseck, M        | Wappen der Gemeinde Presseck        | 46 |               | Lage der Gemeinde Presseck im Landkreis Kulmbach                     | 54,83 (8.3 %)  | 1715 (2.4 %)   | 31               | [ 35 ]    | [ 36 ]  |
| Rugendorf          | Wappen der Gemeinde Rugendorf       | 7  | Stadtsteinach | Lage der Gemeinde Rugendorf im Landkreis Kulmbach                    | 17,32 (2.6 %)  | 963 (1.3 %)    | 56               | [ 37 ]    | [ 38 ]  |
| Stadtsteinach, St  | Wappen der Gemeinde Stadtsteinach   | 27 | Stadtsteinach | Lage der Gemeinde Stadtsteinach im Landkreis Kulmbach                | 39,79 (6 %)    | 3183 (4.4 %)   | 80               | [ 39 ]    | [ 40 ]  |
| Thurnau, M         | Wappen der Gemeinde Thurnau         | 44 |               | Lage der Gemeinde Thurnau im Landkreis Kulmbach                      | 64,19 (9.8 %)  | 4111 (5.7 %)   | 64               | [ 41 ]    | [ 42 ]  |
| Trebgast           | Wappen der Gemeinde Trebgast        | 11 | Trebgast      | Lage der Gemeinde Trebgast im Landkreis Kulmbach                     | 17,09 (2.6 %)  | 1561 (2.2 %)   | 91               | [ 43 ]    | [ 44 ]  |
| Untersteinach      | Wappen der Gemeinde Untersteinach   | 3  | Untersteinach | Lage der Gemeinde Untersteinach im Landkreis Kulmbach                | 11,42 (1.7 %)  | 1789 (2.5 %)   | 157              | [ 45 ]    | [ 46 ]  |
| Wirsberg, M        | Wappen der Gemeinde Wirsberg        | 10 |               | Lage der Gemeinde Wirsberg im Landkreis Kulmbach                     | 17,21 (2.6 %)  | 1893 (2.6 %)   | 110              | [ 47 ]    | [ 48 ]  |
| Wonsees, M         | Wappen der Gemeinde Wonsees         | 10 | Kasendorf     | Lage der Gemeinde Wonsees im Landkreis Kulmbach                      | 36,79 (5.6 %)  | 1190 (1.7 %)   | 32               | [ 49 ]    | [ 50 ]  |